# Экономика Аландских островов

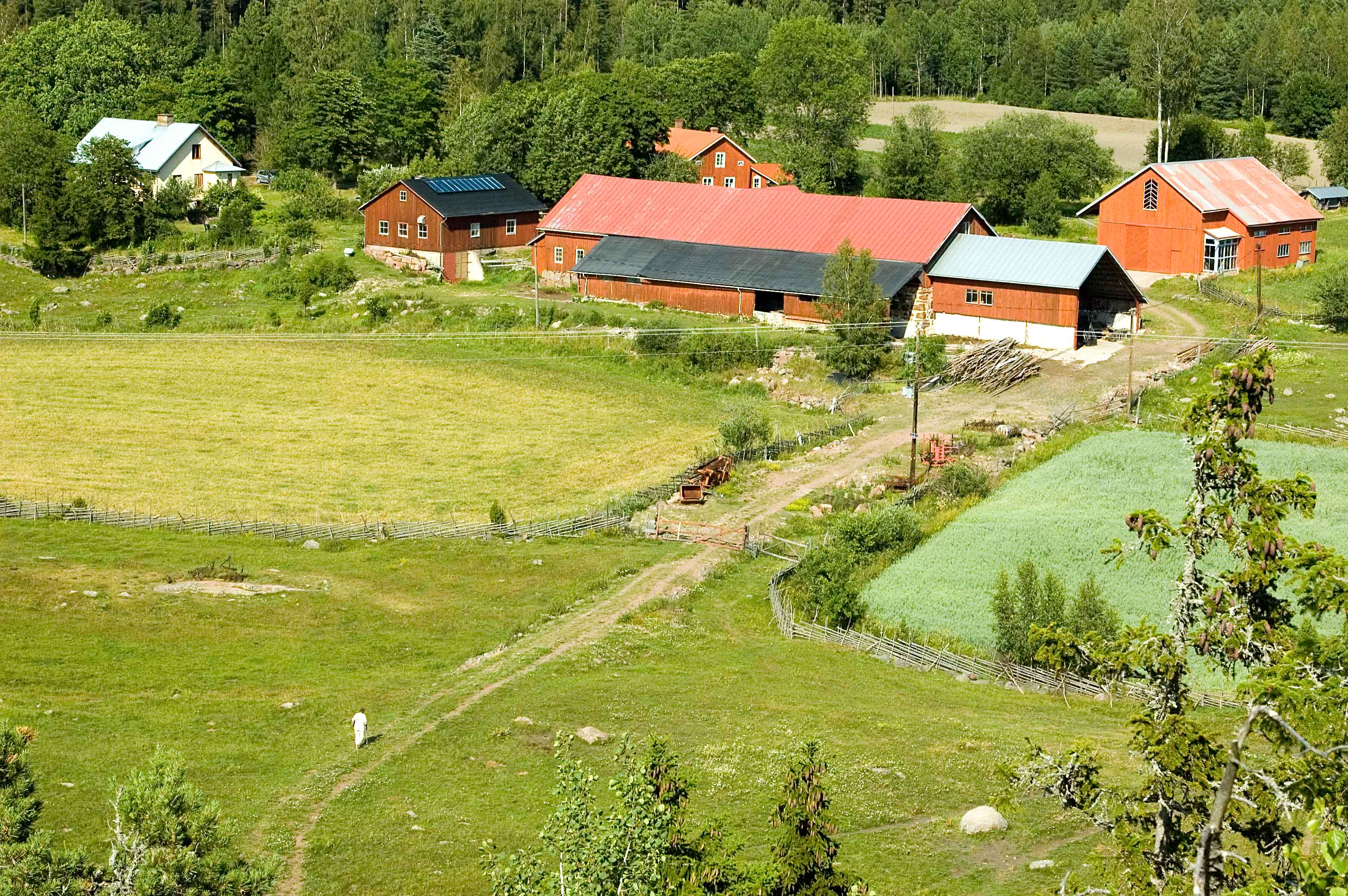
Фермерское хозяйство на Аландах

Экономика Аландских островов (швед. Ålands ekonomi) — одна из типичных развитых региональных экономических систем ЕС, находящаяся на территории Аландских островов и входящая в еврозону. На сегодняшний день[когда?] Аландские острова являются одним из самых богатых регионов Европейского Союза.

## Отрасли
Экономика региона базируется на производстве и переработке продукции растениеводства (сахарная свекла, картофель, пшеница, ячмень, овёс, лук), молочного животноводства, рыболовства, туризме, целлюлозно-бумажной промышленности, услугах торговли и транспортировки товаров.
На территории Аландских островов зарегистрировано более 2 тысяч предприятий, большая часть из которых (30 %) занята в сфере торговли и туризма, а около 20 % действующих предприятий — строительные фирмы, занятые вводом в строй деревянных коттеджей ½ которых сдаётся в аренду туристам, число которых из года в год непрерывно растёт и в последнее время превышает 2 млн человек в год. Наибольший поток туристов прибывает из соседних Швеции и Финляндии, но лишь ¼ от всего количества прибывающих на острова остаётся на архипелаге дольше чем на одни сутки.
Производством промышленной продукции и транспортировкой грузов заняты 10 % предприятий архипелага, что обусловлено расположением Аландских островов между основными промышленными районами таких высокоразвитых стран, как Швеция и Финляндия.
В финансовом секторе работают 17 % предприятий Аландских островов, а страхование и банковские операции становятся важным источником доходов региона.

## ВВП и бюджет региона
Прибыль от транспортировки через территорию Аландских островов грузов даёт одну треть регионального ВВП, который в 2002 году составлял 906 млн.€ или примерно 35 тыс.€ на душу населения, что выше чем в соседних Финляндии и Швеции. Около 15 % всего ВВП Аландских островов составляют ассигнования из государственного бюджета Финляндии. Данная мера принимается в качестве компенсации за налоговые сборы, таможенные пошлины и акцизы, отчисляемые аландцами в государственную казну. Доля общегосударственных ассигнований в бюджет Аландов составляет 0,45 % от общего дохода Финляндии за вычетом государственного долга. В 2009 году сумма государственных ассигнований составила 168 млн € (в 2007 году — 190 млн €).